# 先兆流产
先兆流产（threatened miscarriage）指发生于妊娠20周内的阴道出血。先兆流产意味着孕妇流产的风险加大，但经保胎治疗后部分孕妇可继续正常妊娠。
大约30%的孕妇曾经历阴道出血的现象。发生先兆流产的孕妇中有30％-50％会最终流产。双胞胎或多胞胎出现先兆流产的概率更高。

## 临床症状
先兆流产的孕妇一般有停经史或早期妊娠反应。
阴道出血的颜色可能不同，包括鲜红、浅粉红和褐色。出血量一般少于月经量。
妇科检查可见子宫颈口未开大。尿妊娠试验阳性。
先兆流产可能会引发贫血、感染、流产、中度或重度失血等并发症。

## 原因
染色体异常可以导致先兆流产的发生，这类情况多数会在妊娠的3个月内。发生于妊娠4-6个月的流产多数与母体自身有关。

## 诊断
先兆流产应与宫外孕、葡萄胎、子宫肌瘤和功能性子宫出血进行鉴别诊断。
先兆流产与宫外孕均会出现短暂停经、阴道出血及尿妊娠试验阳性，临床上曾出现误诊现象。
出现先兆流产后，可进行腹部或阴道超声检查胎儿发育、心跳和出血情况。另外，可以进行妇科检查、尿妊娠试验、全血细胞计数、血清HCG检测、白细胞计数。

## 治疗
发生先兆流产后，通常采取静养、口服助胚胎发育药或进行黄体功能不足的治疗。
在一些病例中，会使用黄体酮治疗黄体功能不足。试验表明，口服和肌肉注射两种方式的治疗效果差异不显著。使用黄体酮治疗先兆流产与妊娠综合症、早产、低出生重的畸形等没有关联，但黄体酮的使用仍然存在争议，黄体酮会放松平滑肌，但同时也会加大异常妊娠的风险，而且不能有效降低流产的机率。
妊娠期间可以使用羟苯基乙酰胺（退热净），但不能使用阿斯匹林、布洛芬和萘普生。